# Т-62А
Т-62А (Индекс ГБТУ — Объект 165) — советский средний и основной танк. Разработан в конструкторском бюро Завода №183 под руководством Карцева Л. Н.

## История создания
В 1957 году была начата разработка нового среднего танка, который должен был стать ответом на создание Францией и ФРГ нового единого среднего танка для вооружения армий стран НАТО. В ОКБ-520 были начаты работы по модернизации среднего танка Т-55. В период с января по март 1959 года под шифром «Уралец» были разработаны и изготовлены по разной информации два или три опытных образца нового танка, получившего индекс «Объект 165». С 4 ноября 1959 по 14 апреля 1960 года опытные образцы прошли заводские испытания, включавшие в себя ходовые испытания объёмом 4000 км и стрельбу из новой пушки. По результатам обстрела корпуса, конструкция танка была доработана. В декабре 1960 года «Объект 165» успешно завершил полигонно-войсковые испытания. Приказом Министра обороны СССР № 7 от 9 января 1962 года «Объект 165» был принят на вооружение Советской армии под обозначением Т-62А.

## Серийное производство
Решение о начале серийного производства Т-62А было принято на заседании комиссии военно-промышленного комплекса СССР в июле 1961 года. Массовое производство танка «Объект 165» предполагалось начать с 1963 года. В 1962 году была изготовлена установочная партия состоявшая по разной информации из 5 или 25 танков для опытной войсковой эксплуатации, но полномасштабное производство развёрнуто так и не было. Причиной стало сокращения номенклатуры используемых боеприпасов, а также отсутствие отработанного стабилизатора и бронебойного снаряда к пушке 2А24. 28 октября 1963 года постановлением Совета министров СССР танк Т-62А был снят с производства, все работы по нему также были остановлены.

## Описание конструкции
Танк Т-62А выполнялся на базе конструкции среднего танка Т-55, при этом учитывался опыт создания среднего танка «Объект 142». Основными отличиями от Т-55 были: конструкция корпуса и башни, более мощное вооружение, новый смотровой прибор командира и стабилизатор вооружения.

### Броневой корпус и башня
Башня Т-62А выполнялась цельнолитой и в целом соответствовала противоснарядной стойкости танка Т-55. Изменениям подверглось крепление пушки с прицелом, а также спаренного пулемёта. Броневой корпус Т-62 сваривался из стальных катанных броневых листов. Чтобы обеспечить требуемый угол снижения орудия, крыша корпуса была установлена под углом 3°15' от башни в кормовом направлении и 0°30' в носовом направлении. В целях улучшения бронестойкости люка командира и погона башни приваривались дополнительные броневые кольца размером 10×30 мм. Диаметр погона башни был увеличен до 2245 мм. В целях снижения общей массы танка, надгусеничные полки выполнялись из алюминиевого сплава. Изменениям подвергся и механизм поворота башни, вместо старого устанавливался новый механизм, обеспечивающий максимальную перебросочную скорость в 18°/с.

### Вооружение
В качестве основного вооружения использовалась 100-мм нарезная пушка 2А24. Для удаления стреляных гильз использовался специальный механизм, заимствованный с танка «Объект 140». Наводка и стабилизация орудия производились с помощью стабилизатора «Комета». Механизм автоматически удалял гильзы через люк в корме башни. Возимый боекомплект составлял 43 выстрела: 16 выстрелов размещались в передних баках-стеллажах, 21 — в укладке около моторно-трансмиссионного отделения, 2 — в среднем баке-стеллаже, по одному выстрелу у левого и правого борта, ещё два по правому борту башни.
Дополнительно в Т-62А были установлены два 7,62-мм пулемёта СГМТ. Общий возимый боекомплект составлял 2500 патронов, в боевом отделении размещались 12 ручных гранат Ф-1, автомат АК с 300 патронами и сигнальный пистолет с 18 выстрелами.

### Средства наблюдения и связи
Приборы наблюдения механика-водителя по сравнению с танком Т-55 обеспечивали увеличенный на 10° угол обзора местности, а также имели гидропневматическую очистку от пыли и грязи. Для наблюдения за местностью в башенке командира вместо прибора ТПКУБ устанавливался бинокулярный прибор наблюдения ТКН-2 «Кармин». Для наведения орудия был установлен прицел ТШ-2А. В ночных условиях использовался прибор ТПН-1. Связь обеспечивалась радиостанцией Р-113.

### Ходовая часть
Для выравнивания нагрузки на опорные катки было изменено их положение. Торсионы были опущены на 23 мм, кроме того, благодаря увеличенной базе уменьшилось удельное давление машины на грунт. Динамический ход опорных катков был увеличен со 142 до 162 мм, что привело к более плавному ходу машины в целом.

## Модификации
- Объект 165 — базовый вариант танка Т-62А
- Объект 165К — командирский вариант танка Т-62А
- Объект 165П — вариант танка Т-62А с усиленной противорадиационной защитой

## Машины на базе
- Объект 166 — В период с марта по июль 1959 года на базе танка «Объект 165» был выполнен проект среднего танка под обозначением «Объект 166». Танк был полностью унифицирован с «Объектом 165» по корпусу, башне, ходовой части, силовой установке, трансмиссии и так далее. Основным отличием было использование новой пушки 2А20. В августе 1959 года проект был утверждён, а в первом квартале 1960 года были изготовлены первые опытные образцы. Позднее танк «Объект 166» был принят на вооружение Советской армии под обозначением Т-62[5].

## Т-62А в массовой культуре

### Компьютерные игры
- В World of Tanks и в World of Tanks Blitz средний танк десятого уровня. Является венцом ветки советских средних танков наравне с Объектом 140